# Albánci v Kanadě
Albánci v Kanadě (albánsky: shqiptar-kanadezët; francouzsky: albanais-canadien) jsou lidé albánského původu žijící na území Kanady. Jejich původ či předkové pochází ze zemí s početnými albánskými komunitami, především z Balkánu. Kromě Albánie tito lidé pochází také z Itálie, Severní Makedonie, Kosova a Černé Hory. Mezi nimi je několik náboženských vyznání, nejčastěji jde o křesťanství, islám či ateismus. 
V roce 2016 se 36 185 Kanaďanů přihlásilo k albánským kořenům. Kanadští Albánci žijí nejčastěji v provinciích Ontario a Québec, dále pak v Albertě nebo Britské Kolumbii. 

## Historie
Migrace Albánců do Kanady započala v první polovině 20. století, kdy do země emigrovali první Albánci. Důvodem migrace byla mezinárodní povstání, které se odehrávali i na území zemí jejich původu. Nicméně největší vlna nastala po 2. světové válce, kdy většina Albánců pocházela z tehdejší Jugoslávie a komunistické Albánie. Tyto země uzavřely své hranice a zakázaly cestování do zahraničí. Většina těchto migrantů se usadila v Montrealu nebo Torontu. Několik pracovníků albánské národnosti žilo také v Calgary a Ontariu. V roce 1986 emigrovalo do Kanady celkem 1 500 Albánců. V roce 1991 se tato komunita rozrostla na 2 500 osob. Ekonomická a politická situace na Balkáně (včetně Albánie a Kosova) přinutila mnoho Albánců k emigraci do západních zemí, včetně Kanady. Vrchol migrace nastal na konci 90. let 20. století. 
Na počátku 21. století zahájila válka na poloostrově další vlnu migrace Albánců do Kanady. Tento ozbrojený konflikt probíhal mezi Albánci a Srby, armády a policie obou stran způsobilo, že mnoho Albánců se rozhodlo nově vznikající Kosovo opustit. V roce 1999 zahájila kanadská vláda rezidenční program, kde zaznamenala 7 tisíc žadatelů z Kosova. 
Mezi těmito lidmi byla i spousta mladých vzdělanců, kteří odcházeli do Kanady natrvalo za vidinou lepšího života. 
Podle sčítání lidu z roku 2006 se 22 395 osob žijících v Kanadě přihlásilo k albánskému původu, 51 % z nich žilo v Torontu. Další albánské komunity žijí v Hamiltonu, Kitcheneru, Londýně, Ottawě a Peterboroughu.

## Demografie
Podle sčítání lidu z roku 2016 žije v Kanadě 36 185 osob albánského původů a tvoří tak 0,11 % celkové populace země. Celkem 72 % těchto osob žije v provincii Ontario, Quebecu a Albertě. Největší komunity Albánců žijí v metropolitních městech jako je Toronto a Montreal. 
V Torontu žije okolo 17 tisíc Albánců. 
V Montrealu žije okolo 3 tisíc Albánců.
Dalších 2 870 Kanaďanů (0,01 % populace) se přihlásilo k původu v Kosovu. I ti se nachází ve stejných oblastech. 
| Provincie nebo území    | Albánci 2011 | % 2011 | Albánci 2016 | % 2016 |
| ----------------------- | ------------ | ------ | ------------ | ------ |
| Alberta                 | 1 540        | 0,04 % | 2 935        | 0,08 % |
| Britská Kolumbie        | 1 380        | 0,04 % | 1 925        | 0,04 % |
| Manitoba                | 265          | 0,02 % | 415          | 0,03 % |
| Nový Brunšvik           | 115          | 0,02 % | 115          | 0,02 % |
| Newfoundland a Labrador | 55           | 0,01 % | 50           | 0,01 % |
| Severozápadní teritoria | 15           | 0,04 % | 0            | 0,00 % |
| Nové Skotsko            | 70           | 0,01 % | 285          | 0,03 % |
| Nunavut                 | 0            | 0,00 % | 0            | 0,00 % |
| Ontario                 | 21 175       | 0,17 % | 25 975       | 0,20 % |
| Ostrov prince Edvarda   | 115          | 0,08 % | 100          | 0,07 % |
| Québec                  | 3 425        | 0,04 % | 3 760        | 0,05 % |
| Saskatchewan            | 120          | 0,01 % | 605          | 0,06 % |
| Yukon                   | 0            | 0,01 % | 10           | 0,03 % |
| Kanada (celkem)         | 28 270       | 0,09 % | 36 185       | 0,11 % |

## Významné osobnosti
- Kleidi Cela - fotbalista
- Peter Daija - střelec
- Max Domi - hokejista
- Tie Domi - hokejista
- Arlind Ferhati - fotbalista
- Elvir Gigolaj - fotbalista
- Ana Golja - herečka a zpěvačka
- Eric Margolis - žurnalista
- Kadrush Radogoshi - spisovatel
- Agim Sherifi - fotbalista
- Kristi Pinderi - aktivista